# Большой человек (фильм, 1908)
«Большой человек» (1908) — немой короткометражный художественный фильм Александра Дранкова. Фильм утерян.

## Сюжет
Экранизация пьесы И. Колышко «Большой человек» в исполнении артистов Петербургского народного дома. В образе главного героя был выведен С. Ю. Витте.

## Съёмочная группа
- Режиссёр — Александр Дранков
- Автор сценария — И. Колышко (литературный источник)
- Продюсер — Александр Дранков
- Оператор — Александр Дранков